# Kính viễn vọng không gian Spitzer
Kính viễn vọng không gian Spitzer (SST) là một kính viễn vọng không gian hồng ngoại được phóng vào năm 2003 và ngừng hoạt động ngày 30 tháng 1 năm 2020. Spitzer là kính viễn vọng không gian thứ ba dành riêng cho thiên văn hồng ngoại, sau IRAS (1983) và ISO (1995–1998).
Thời gian thực hiện sứ mệnh theo kế hoạch là 2,5 năm với kỳ vọng trước khi phóng là sứ mệnh có thể kéo dài đến 5 năm hoặc hơn một chút cho đến khi nguồn cung cấp heli lỏng trên tàu cạn kiệt. Điều này xảy ra vào ngày 15 tháng 5 năm 2009. Không có heli lỏng để làm mát kính viễn vọng xuống nhiệt độ cần thiết để hoạt động, hầu hết các thiết bị không còn sử dụng được nữa.
Spitzer với chi phí 776 triệu đô la Mỹ được phóng vào ngày 25 tháng 8 năm 2003 lúc 05:35:39 UTC từ Cape Canaveral SLC-17B trên tên lửa Delta II 7920H.